# ماتیاس هنان
ماتیاس هنان (انگلیسی: Matthias Henn؛ زادهٔ ۲۸ آوریل ۱۹۸۵) بازیکن فوتبال اهل آلمان است.
از باشگاه‌هایی که در آن بازی کرده‌است می‌توان به باشگاه فوتبال هانزا روستوک، باشگاه فوتبال کایزرسلاوترن، و باشگاه فوتبال آینتراخت برانشوایگ اشاره کرد.